# 俞誦芬
俞誦芬，字茗溪，安徽婺源縣人。清朝官員。
嘉慶二十四年（1819年）己卯恩科進士。任戶部主事。道光二年（1822年）闰三月入直軍機處，任漢軍機章京。咸丰二年(1852年)接替史渭纶任兴化府知府一职，咸丰四年由霍明皋接任。官至福建汀漳龍道。